# Esther Rochon

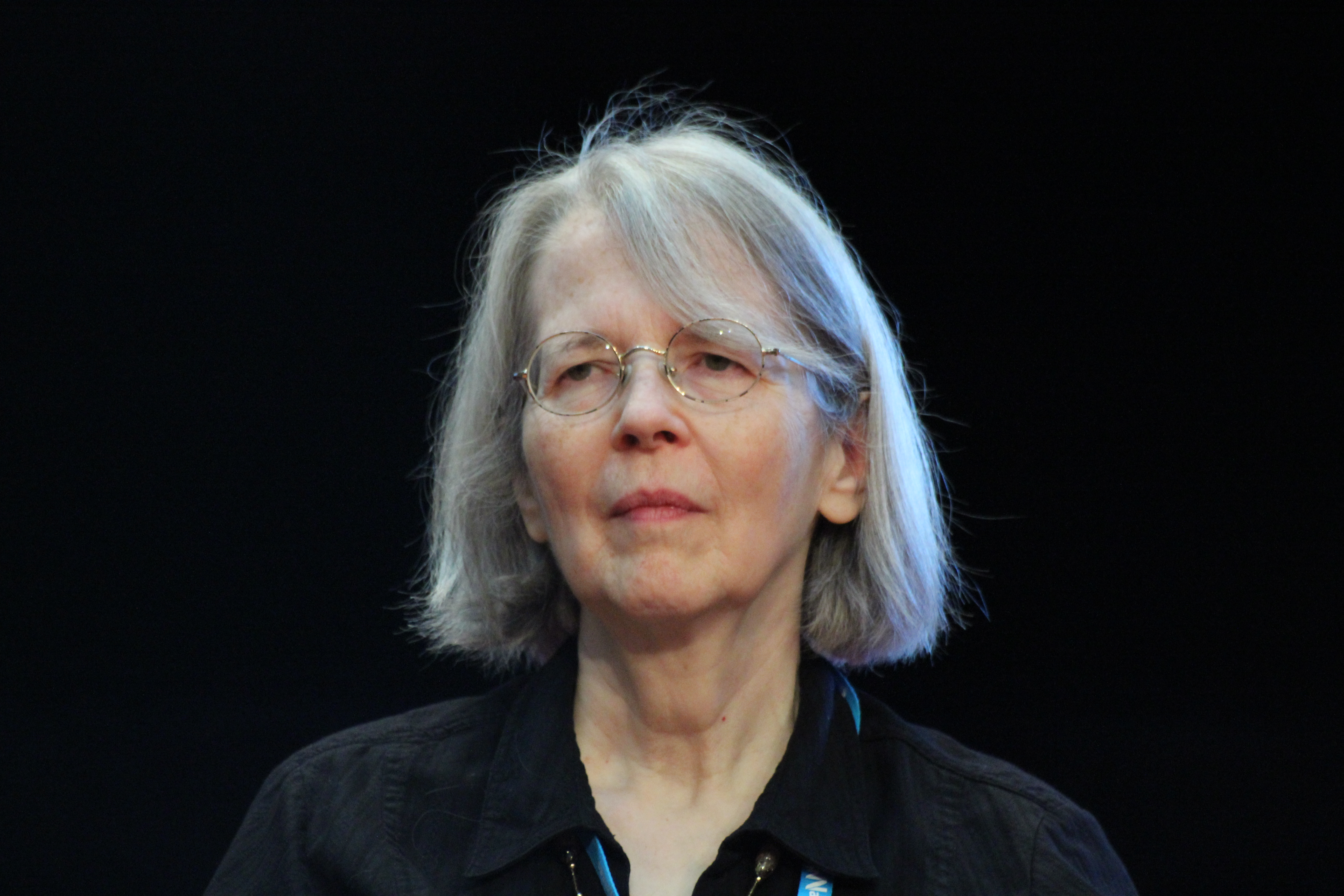
Esther Rochon (2014)

Esther Rochon (* 27. Juni 1948 in Québec als Esther Blackburn) ist eine franko-kanadische Schriftstellerin von Fantasy- und Science-Fiction-Literatur.

## Leben
Rochon wurde in eine Künstlerfamilie geboren: Ihre Mutter ist die Drehbuchautorin Marthe Blackburn, ihr Vater der Komponist Maurice Blackburn. Sie hat an der Universität Montreal Mathematik studiert.
1964 gewann Rochon ihre erste Auszeichnung für die Kurzgeschichte L'Initiateur et les étrangers. Fünf Jahre später war sie eine der Mitbegründerinnen des kanadischen SF-Magazins Imagine ..., das sie bis 1971 mitherausgab. 1974 startete mit Der Träumer in der Zitadelle ihr Cycle de Vrénalik. Dieser wurde mehrfach umgearbeitet und unter verschiedenen Namen herausgegeben.
In ihrer Heimat zählt sie zu den bedeutendsten Genre-Schriftstellerinnen. Sie ist allein viermalige Preisträgerin des Grand Prix de la Science-Fiction et du Fantastique Québécois.

## Werke (Auswahl)

### Einzelwerke
- Coquillage. La pleine lune, 1986.
- L'espace du diamant. La pleine lune, 1990.

### Cycle de Vrénalik (aktuellste Variante)
- Le rêveur dans la citadelle. (dt. Der Träumer in der Zitadelle). Alire (dt.Ausgabe: Heyne), 1998.
- L'aigle des profondeurs. Alire, 2002.
- L'archipel noi. Alire, 1999
- La dragonne de l'aurore, Alire, 2009

### Les Chronicles Inférnales
- Lame. Alire, 1995
- Aboli. Alire, 1996
- Ouverture. Alire, 1997
- Secrets. Alire, 1998
- Or. Alire, 1999
- Sorbier. Alire, 2000

## Auszeichnungen
- 1964 Premier prix, section contes, du concours des Jeunes Auteurs von Radio-Canada für L'Initiateur et les étrangers
- 1986 Grand Prix de la science-fiction et du fantastique québécois für Au fond des yeux, Le piège à souvenirs und L'équisement du soleil
- 1986 Prix Boréal für L'équisement du soleil
- 1987 Prix Boréal für Coquillage
- 1987 Grand Prix de la science-fiction et du fantastique québécois für Coquillage, Dans la forêt de vitrai und Le nappe de velours rose
- 1991 Grand Prix de la science-fiction et du fantastique québécois für L'espace du diamant
- 2000 Grand Prix de la science-fiction et du fantastique québécois für Or
- 2015 Prix Hommage visionnaire (für das Lebenswerk)